# Gaziantep F.K.
Gaziantep Futbol Kulübü er en tyrkisk professionel fodboldklub i Gaziantep. Klubben blev grundlagt i 1988 og spiller i øjeblikket i Süper Lig, det højeste niveau af tyrkisk fodbold.